# Літнянка
Літня́нка (інші назви — Летнянка) — річка в Україні, у межах Дрогобицького та Миколаївського районів Львівської області. Права притока Дністра (басейн Чорного моря).

## Опис
Довжина річки 34 км, площа басейну 122 км². У верхів'ї долина V-подібна, нижче — трапецієподібна, завширшки від 0,3—0,8 до 1,5 км. Заплава у пониззі заболочена. Річище звивисте, подекуди розгалужене, у пригирловій частині випрямлене і каналізоване протягом близько 10 км, на окремих ділянках обваловане. Ширина річища 8—10 м. Похил річки 1,8 м/км. На північ від смт Меденич споруджено великі ставки.

## Розташування
Бере початок у лісовому масиві між селами Верхні Гаї та Райлів. Тече спочатку на північний схід, потім на північ, нижче смт Меденич круто повертає на схід і південний схід, а після села Гірського — на північний схід. Впадає до Дністра на північний захід від села Раделич.